# Focco Bernardus Coninck Liefsting
Focco Bernardus Coninck Liefsting (Hellendoorn, 6 oktober 1827 – Den Haag, 17 november 1913) was een Nederlands rechtsgeleerde.
Hij werd geboren als zoon van de predikant Johannes Coninck Liefsting (1785-1858) en ging in 1845 rechten studeren aan de Leidsche hoogeschool waar hij in 1852 magna cum laude op stellingen promoveerde tot doctor in de beide rechten. Na vier jaar advocaat in Rotterdam te zijn geweest volgde eind 1856 zijn benoeming tot substituut officier van justitie te Assen. Daarna was Coninck Liefsting van 1861 tot 1871 rechter in de arrondissementsrechtbank in Leiden. In 1869 sloeg hij een aanbod af om in Amsterdam hoogleraar Romeins Recht te worden aan het Athenaeum Illustre (voorloper van de Universiteit van Amsterdam).
In juli 1871 werd hij benoemd tot raadsheer in de Hoge Raad. In 1878 werd hij vicepresident van dat rechtscollege en in 1897 president. Coninck Liefsting werd daarnaast in 1900 lid van het kort daarvoor opgerichte Permanent Hof van Arbitrage in Den Haag. Op eigen verzoek werd hij in oktober 1908 op bijna 81-jarige leeftijd ontslagen als president van de Hoge Raad; vijf jaar later overleed hij. In 1887-1888 en 1895-1896 was Coninck Liefsting voorzitter van de Nederlandse Juristen-Vereniging.